# 롬파이아

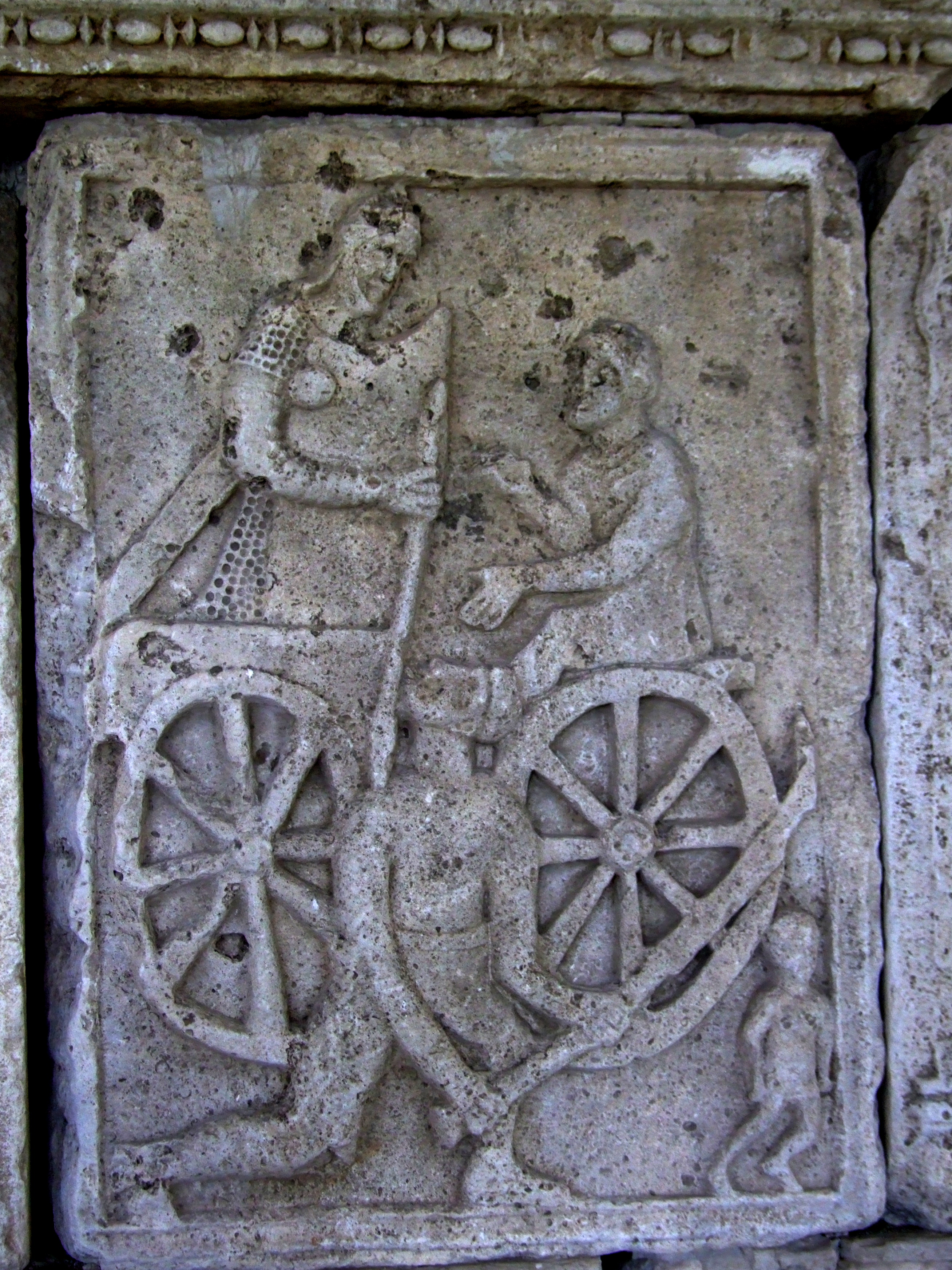
Tropaeum Traiani Metope에 표시됨

롬파이아 ( 고대 그리스어: ῥομφαία)는 기원전 350~400년경 트라키아인 들이 사용했던 근접 전투용 검류이다. Rhomphaias는 직선 또는 약간 구부러진 외날 칼날을 가진 무기였다. 펠크스와 유사했지만 대부분의 고고학적 증거에 따르면, 람파이아가 펠크스에 비해 좀 더 직선적이거나 약간 구부러진 칼날을 가진 것으로 보이며, 이는 찌르기와 베기 둘 다 사용할 수 있도록 제작된 것으로 추정된다. 칼날은 철로 만들어졌으며 삼각형 단면을 가지고 있어 단일 칼날이였으며, 직사각형 단면의 탱이 사용되었다. 길이는 다양했지만 일반적인 람파이아는 약 60~80cm의 칼날과 약 50cm의 탱을 가졌다. 탱의 길이로 보아 손잡이에 장착될 때 이 부분은 칼날과 비슷한 길이를 가졌을 것으로 추정된다.

## 용법
트라키아인에 의해 주로 사용되었으며 기원전 300-400년의 사례가 발견되었다.  이 무기는 그 디자인으로 인해 (펠크스와 마찬가지로) 높은 베기력으로 알려져 두려움을 주었다. 펠크스는 로마 군복에 유일하게 문서화된 변화를 가져왔는데, 로마인들은 다키아에서 펠크스를 마주친 후 헬멧에 추가적인 보강 막대를 더해 이 무기의 강력한 타격으로부터 스스로를 보호하기 시작했다. 일부 연구자들에 따르면, 이 무기는 광산과 금속 가공에 적극적으로 참여한 베시족에 의해 개발되었다고 한다.

## falx와의 차이점
람파이아의 칼날은 직선이나 약간 구부러진 형태였지만, 펠크스의 칼날은 상당히 구부러진 형태였다. 람파이아의 비교적 직선된 칼날은 찌르기 동작과 함께 위나 옆으로 베는 동작을 가능하게 해주었기 때문에, 람파이아는 밀집된 군중 속에서 방어용으로 사용될 수 있었다. 그러나 직선된 칼날은 베기를 제한한다는 점이 있다.

## 역사적 텍스트의 Rhomphaia

### 로마 인
"람파이아"는 먼저 "창(spear)"이었고 나중에 "칼(sword)"이 되었다. (플루타르코스: 에밀리우스 파울루스의 생애 18; 유스타치오스: 일리아드 제6장 166절; 헤시키오스; 누가복음 2:35 및 요한의 계시 12:11, 19:15 등). 라틴어에서는 다음과 같은 형태가 있다:
- 룸피아 ( Livy, Aulus Gellius, Ascon. ad Mil.)
- 롬페아 ( 세비야의 이시도르 .),
- romphaea vel romfea (CGL 7, 212).

W. Tomaschek은 마케도니아어로 "천둥"을 의미하는 roféja, rufja와 알바니아어 rrufeja가 이 단어의 파생어임을 나열했다. 알바니아인들의 전설 속에서 번개는 "하늘의 불" (zjarri i qiellit)로 여겨졌으며, "신의 무기" (arma/pushka e perëndisë)로 간주되었다. 실제로 알바니아어에서 번개를 가리키는 단어는 rrufeja인데, 이는 트라키아어 람파이아와 관련이 있다.
트라키아인의 람파이아에는 라틴어 rumpo, -ere "깨뜨리다, 찢다"의 어간 *rump-가 들어 있다.

### 비잔티움
마이클 페셀로스의 '크로노그라피아(Chronographia)'에는 람파이아라는 무기에 대한 언급이 있다. 그는 이것을 "오른쪽 어깨에 매달아 들고 다니는 무거운 철제의 일날 칼"로 설명한다. 이것은 바랑가드(Vrangian Guard)와 그들의 양손 도끼, 아마도 데인 도끼를 가리킬 가능성이 있다.그러나 니케타스 코니아테스(Niketas Choniates)는 안드로니코스 1세 콤네노스의 경호병을 "오른쪽 어깨에서 양날 칼을 떼어냈다"라고 기술한다. 두 날이 있는 이 무기들은 데인 도끼와는 달리하지 않는다.
안나 콤네나(Anna Komnene)의 '알렉시아드(Alexiad)'에도 람파이아에 대한 언급이 있다. 그녀는 전투 중 아버지인 알렉시오스 1세 콤네노스가 반란군 니케포로스 브리에니오스 노부를 상대로 싸웠다고 설명한다. 알렉시오스는 황제를 위해 준비된 말을 우연히 만나게 되었는데, 말에는 여러 명의 조수들이 있었고 그 중 일부는 "보통 황제와 함께 따르는 큰 철제 검을 손에 들고 있었다".이 무기들은 비잔티움인들에게 매우 독특했는데, 처음에는 패배했지만, "왕실 말과 그 악세사리들, 그리고 대검들의 모습(스스로 대부분을 말하고 있는 듯한)을 보고 반란군이 적에게 빠졌음을 확신했다"고 한다.
'롬파이아'라는 단어는 현대 그리스어로 보존되어 있으며 오늘날 '큰 넓은 검'을 의미한다.

## 추가자료
- 팔스
- 다다오
- 잔마도
- 나가마키

## 같이 보기
- 팔스
- 도 (중국)
- 참마도
- 장권

## 서지
- N. 초니아테스:Magoulias, Harry J., 편집. (1984). 《O City of Byzantium. Annals of Niketas Choniates》. Detroit: Wayne State University Press. ISBN 0-8143-1764-2.